# Francesco Milleri
Francesco Milleri, né en 1959 à Città di Castello, est un homme d'affaires italien, directeur général du leader mondial du secteur lunetier EssilorLuxottica.

## Biographie
Après une licence en droit de l'université de Florence, Francesco Milleri obtient un MBA en gestion des entreprises de la Bocconi de Milan en 1987.Une bourse de deux ans accordée par la Banque d'Italie lui permet d'accéder à une spécialisation en finance d'entreprise la Stern school of business de l'université de New York.
Professeur adjoint d'économie politique à l'université de Florence de janvier 1984 à décembre 1986, l'homme devient consultant en affaires.
En parallèle, de 2000 à 2020, il fonde et dirige un groupe dans les nouvelles technologies et l'automatisation numérique.[réf. nécessaire]
Il est également membre du directif de la Leonardo Del Vecchio Foundation et du European Institute of Oncology.
Débutant comme consultant en IT à Luxottica, très estimé du fondateur Leonardo Del Vecchio, il est l'un des architectes du rapprochement entre Essilor et Luxottica. Le souhait de Leonardo Del Vecchio de faire de Milleri son successeur à la tête du conglomérat franco-italien, provoque des mécontentements du côté français.
Francesco Milleri est d'abord vice chairman puis CEO d'EssilorLuxottica.